# Värttinä
Värttinä est un groupe de musique folk et folk rock finlandais fondé par Sari et Mari Kaasinen en 1983 dans le village de Rääkkylä (en Carélie du Nord, dans l'Est de la Finlande).

## Présentation
Le groupe était à l'origine formé d'un ensemble de chanteuses jouant du kantele, accompagnées de quelques instrumentistes masculins. Il se consacrait à la musique traditionnelle de leur région. Fortement remanié en 1990, Värttinä est devenu célèbre après la sortie de leur disque Oi Dai. Sari Kaasinen a quitté le groupe en 1996.
Leurs trois disques Kokko, Vihma et Ilmatar forment une trilogie inspirée des chansons traditionnelles relatant les mythes finnois.
Värttinä a collaboré avec le compositeur indien A.R. Rahman pour la création en 2006 à Toronto du spectacle musical Le Seigneur des anneaux.

## Membres
En 2013 les trois chanteuses du groupe sont :
- Mari Kaasinen
- Susan Aho
- Karoliina Kantelinen

Instrumentistes
- Matti Kallio
- Hannu Rantanen
- Mikko Hassinen

## Discographie
- 1987 : Värttinä
- 1989 : Musta Lindu
- 1990 : Oi Dai
- 1992 : Seleniko
- 1994 : Aitara
- 1996 : Kokko
- 1998 : Vihma
- 2000 : Ilmatar
- 2001 : 6.12
- 2003 : Iki
- 2006 : Miero
- 2007 : 25
- 2012 : Utu
- 2015 : Viena

## Apparitions complémentaires
Un extrait de la chanson Käppee (album 06.12) est samplé dans la chanson Blood Diamondz, de Sniper et Sexion d'assaut, sortie en 2011, ainsi que dans le morceau Quiet Storm de Dj Snake & Zomboy sorti en 2019, ainsi que dans Hopeless Desires de Leks.
Värttinnä a aussi participé au disque d'Hector Zazou "Chansons des mers froides" (Columbia 1994) dans le morceau "Annuka suaren neito"